# Maciej Gitling
Maciej Gitling (ur. 1966) – polski socjolog, dr hab., specjalizujący się w socjologii organizacji i zarządzania. Pracownik Instytutu Socjologii Uniwersytetu Rzeszowskiego, w którym pełnił funkcje m.in. Kierownika Studiów Doktoranckich oraz Kierownika  Zakładu  Socjologii  Organizacji  i  Zarządzania.
Zainteresowania naukowo-badawcze skoncentrowane są wokół takich dziedzin jak: socjologia gospodarki, socjologia organizacji i zarządzania, socjologia pracy, zarządzanie zasobami ludzkimi, etyka  biznesu i zarządzania,  patologie  w organizacji, komunikacja społeczna, socjologia młodzieży. Autor i współautor licznych publikacji naukowych w językach kongresowych, uczestnik krajowych i międzynarodowych konferencji naukowych. Był członkiem rady naukowej recenzowanego czasopisma naukowego Youth in Central and Eastern Europe (2014-2018). 
Promotor prac doktorskich, magisterskich oraz licencjackich.